# Prefektura Kagošima

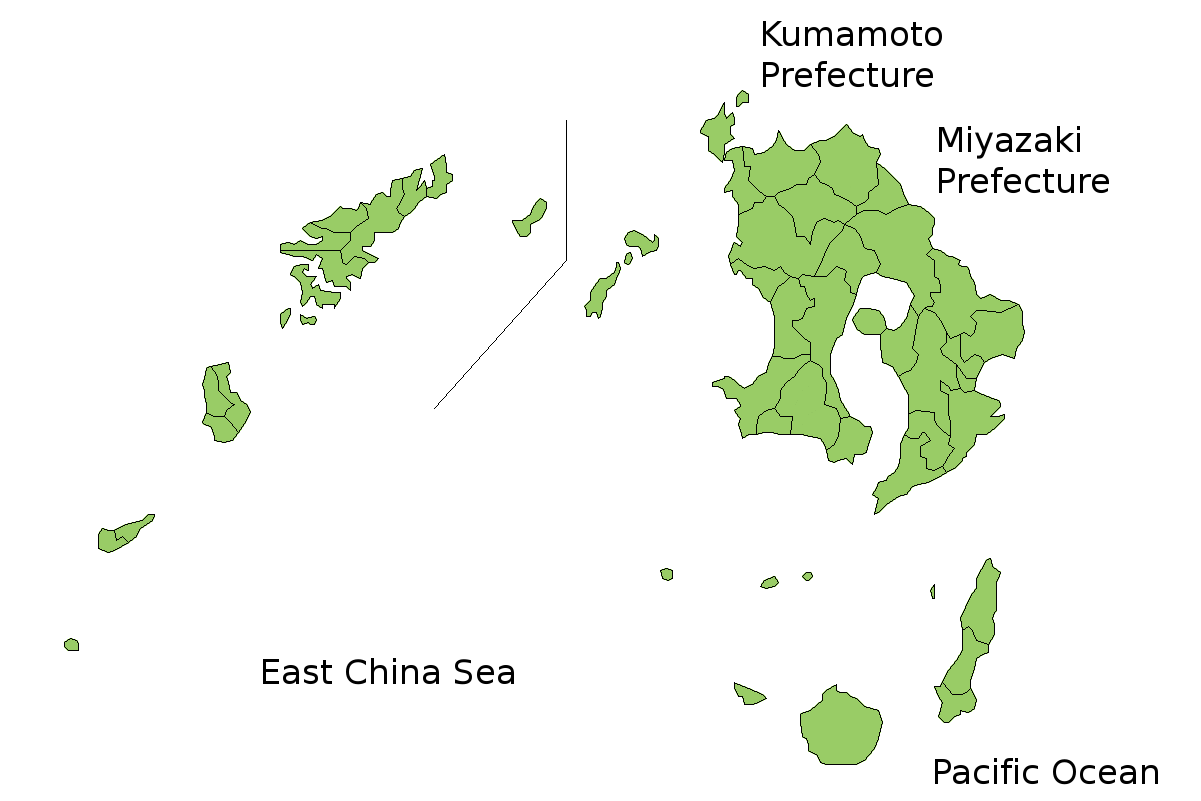
Mapa prefektury Kagošima

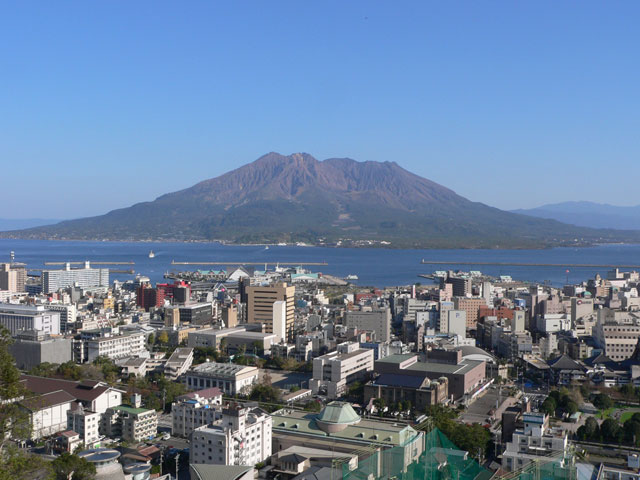
Město Kagošima a sopka Sakuradžima

Prefektura Kagošima (japonsky: 鹿児島県, Kagošima-ken) je jednou ze 47 prefektur Japonska. Nachází se na ostrově Kjúšú. Hlavním městem je Kagošima.
Prefektura má rozlohu 9 187,08 km² a k 1. listopadu 2005 měla 1 753 144 obyvatel.

## Historie
Prefektura Kagošima se rozkládá na území, které dříve tvořilo provincie Ósumi a Sacuma. Region hrál důležitou roli během reforem Meidži. Město Kagošima, rodiště admirála Heihačiró Tógó, bylo významnou námořní základnou ve všech válkách, které Japonsko ve 20. století vedlo.

## Geografie
Prefektura Kagošima leží na jihozápadním konci ostrova Kjúšú. Směrem na západ a na jih se rozkládá Tichý oceán, na sever prefektura Kumamoto a na východ prefektura Mijazaki. Celková délka pobřeží prefektury činí 2 632 km (včetně 28 ostrovů). Na jihu leží Kagošimský záliv (Kinkowan) sevřený poloostrovy Sacuma a Ósumi.

### Města
V prefektuře Kagošima je 17 velkých měst (市, ši):
| - Aira (姶良) - Akune (阿久根) - Amami (奄美) - Hioki (日置) - Ibusuki (指宿) - Ičikikušikino (いちき串木野) - Isa (伊佐) - Izumi (出水) | - Kagošima (鹿児島 hlavní město) - Kanoja (鹿屋) - Kirišima (霧島) - Makurazaki (枕崎) - Minamikjúšú (南九州) - Minamisacuma (南さつま) - Nišinoomote (西之表) | - Ókuči (大口) (do r. 2008; od 1. 11. 2008 po spojení s městysem Hišikari (菱刈) nový název Isa (伊佐)) - Sacumasendai (薩摩川内) - Soo (曽於) - Šibuši (志布志) - Tarumizu (垂水) |

## Zajímavosti
Žádná jiná prefektura nemá větší počet heren pačinko na obyvatele než Kagošima.